# Státní poznávací značky ve Finsku

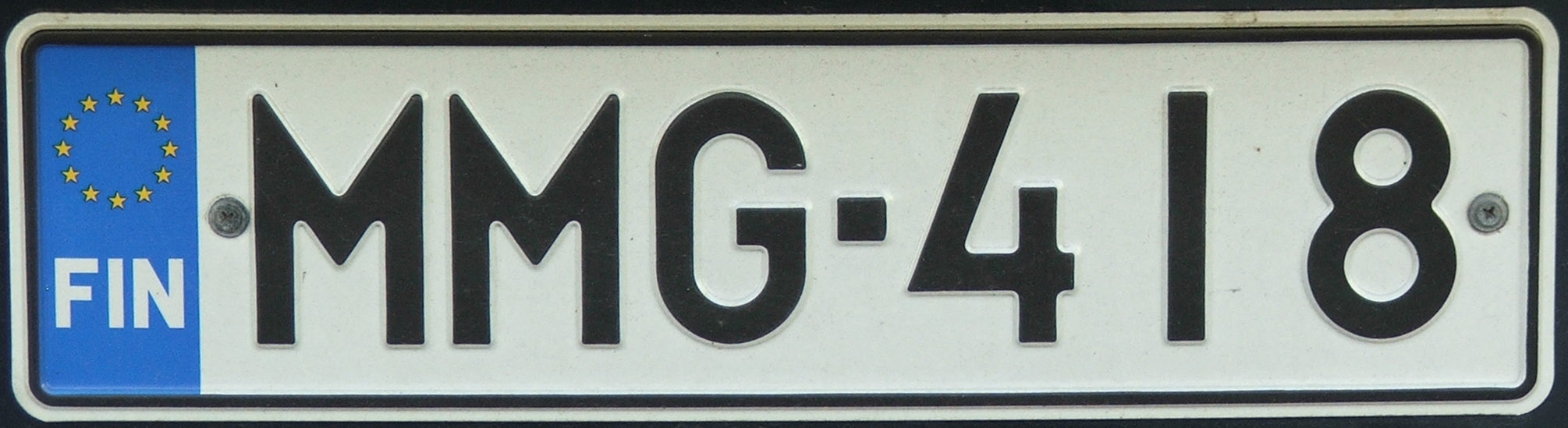
Registrační značka Finska

Finská registrační značka je registrační značka Finska. Na území Aland se používají vlastní, odlišné, značky. Vlastní značky používá i finská armáda. Automobily Prezidenta Finska mohou mít místo značky státní znak.

## Podoby značek
Registrační značky jsou hliníkové. Jsou bílé s proužkem EU vlevo. Značky pro osobní a nákladní automobily obsahují obvykle tři písmena a tři číslice spojené spojovníkem. Značky na přání mohou obsahovat pouze jednu číslici nebo písmeno.
Registrační značka:
| FIN | ABC-123 |

Rozměry značky jsou 442 mm × 118 mm nebo 256 mm × 200 mm. Vyšší značky mají písmena na horním řádku vedle obdélníčku s vlajkou EU a číslice na spodním. Spojovník se zde nepoužívá. Na motocyklech se používá také dvouřádková značka, o rozměrech 200 mm × 165 mm. Na horním řádku jsou umístěny číslice, na spodním písmena.
Značky jsou embosované.
Číslo na značce nemůže začínat nulou.
Diplomatická registrační značka:
| CD-1234 |

Počet číslic na diplomatické značce může být menší. Diplomatická značka může obsahovat také jen písmeno C a až pět číslic.

Registrační značka pro traktory a podobné stroje:
| 561-ZN |

## Historie

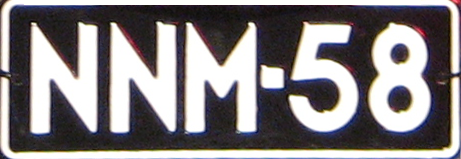
Stará registrační značka

Dřívější registrační značka byla černá, se třemi bílými písmeny, spojovníkem a dvěma bílými číslicemi. Staré registrační značky jsou i nadále platné. Pozdější (od roku 1972) značky byly bílé, ale na rozdíl od dnešních neobsahovaly proužek EU. Značky s tímto proužkem byly zavedeny v roce 2001.

## Registrační značka na Alandech

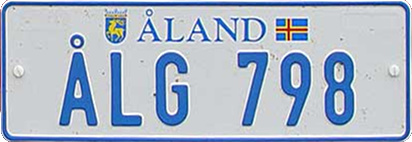
Alandská registrační značka

Registrační značky na autonomních Alandech jsou odlišné. Mají modré písmo a neobsahují proužek EU ani spojovník.